# Felsővízköz

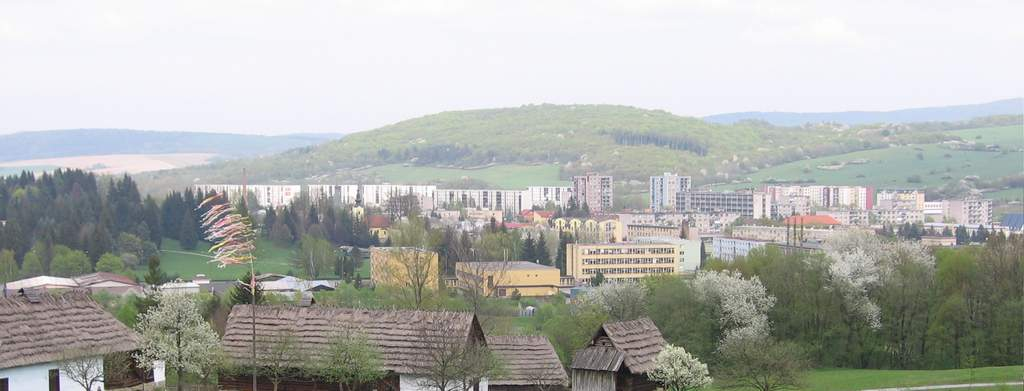
Felsővízköz látképe a skanzennal

Felsővízköz (1899-ig Felső-Szvidnyik, szlovákul Svidník, németül Obersvidnik) város Szlovákiában, az Eperjesi kerület Felsővízközi járásának székhelye. A szlovákiai ruszinok szellemi központja.

## Fekvése
Eperjestől 58 km-re északkeletre, a Ladomér-patak és az Ondava összefolyásánál fekszik.

## Története
A város területe már ősidők óta lakott. Régészeti emlékei a korai kőkorszaktól a bronzkoron és a vaskoron át kerültek elő.
Szvidnyik települést 1334-ben a pápai tizedjegyzék „villa Sudnici” alakban említi először, majd 1355-ben mint „Scyuidnik” és 1357-ben pedig „Syuednik” néven is említik. Első lakói pásztorok voltak, később lakói főként mezőgazdaságból éltek.
1414-ben a Ladomér-patak jobb partján új település keletkezett, a mai Felsővízköz, míg a bal parton maradt részt ezután Alsóvízköz néven említik. Felsővízköz egyike azon településeknek, melyet a ruszin betelepülés érintett, ennek első írásos említése 1434-ből való. A 15. században előbb a husziták, majd a lengyelek betörésétől szenvedett. A településen 1618-ban kétszintes udvarházat említenek. A 18. század elején a kuruc harcok következtében a környékkel együtt elnéptelenedett. 1848-ig a makovicai uradalom része volt, az Erdődy, majd a Szirmay család birtoka. 1787-ben 43 házában 299 lakos élt. 1795-ben a Szirmay család kastélyt építtetett ide. A Szirmayak évi öt vásár tartását is engedélyezték.
A 18. század végén Vályi András így ír róla: „SVIDNIK. Alsó, és Felső Svidnik. Két tót falu Sáros Várm. lakosai ó hitüek, fekszenek Sztropkóhoz 3fertály mértföldnyire; amabban harmintzad is van; határjaik középszerűek, fájok, legelőjök elég van.”
A napóleoni háborúk során 1800-ban Szuvorov, 1806-ban Kutuzov vezetésével kozák csapatok hatoltak be a településre. 1831-ben kolerajárvány pusztított a lakosság körében. A szabadságharc során itt tanácskozott az osztrák Schilck tábornagy Konstantin orosz főherceggel a cári csapatok hadműveleteiről. Lakói ebben az időben mezőgazdasággal, erdei munkákkal, szénégetéssel foglalkoztak.
Fényes Elek 1851-ben kiadott geográfiai szótárában így ír a faluról: „Felső-Szvidnik, orosz falu, Sáros vmegyében, 380 g. kath. lak. Fekszik az Ondava és Ladomérka vizek mellett, s ut. p. Felső-Orlik.”
1914–1915-ben a világháború harcai során a települést orosz csapatok felgyújtották, ami így teljesen leégett. A trianoni diktátumig Sáros vármegye Felsővízközi járásának székhelye volt.
1944 október-novemberében a környéken súlyos harcok folytak, melyekben a település ismét teljesen elpusztult. Határában 9000 katona, köztük számos magyar honvéd nyugszik tömegsírban. Ugyancsak 1944-ben egyesítették Alsó- és Felsővízközt. Felsővízköz 1964-ben kapott városi rangot, ma a környék közigazgatási, kulturális és gazdasági központja, járási székhely, az szlovákiai ruszinok és ukránok szellemi központja.

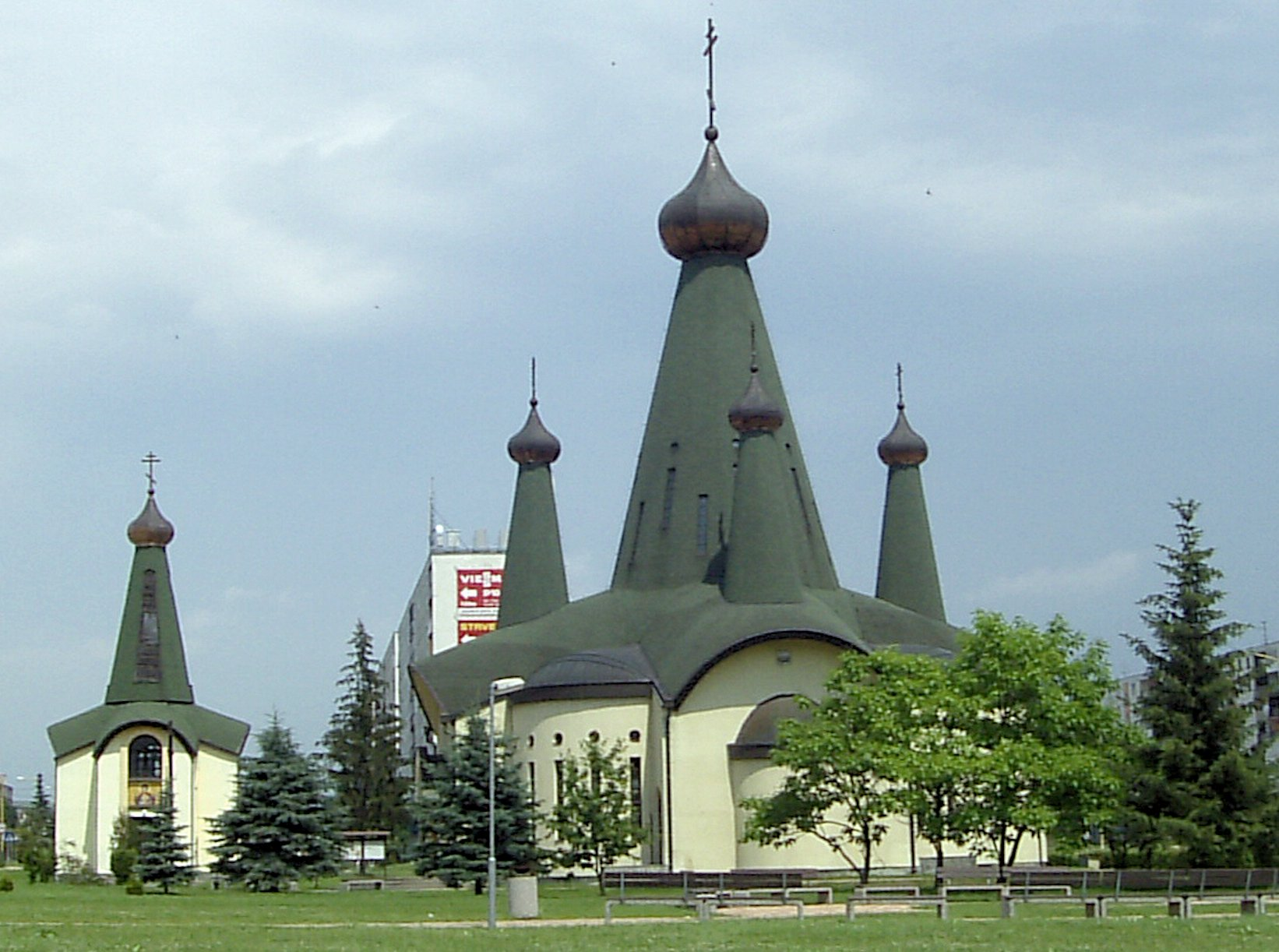
Az ortodox templom

## Népessége
| Év:            | 1994.  | 2004.   | 2014.   | 2024.    |
| -------------- | ------ | ------- | ------- | -------- |
| Emberek száma: | 12 590 | 12 354  | 11 337  | 9647     |
| Eltérés:       |        | -1,87 % | -8,23 % | -14,90 % |

| Év:            | 2023. | 2024.   |
| -------------- | ----- | ------- |
| Emberek száma: | 9770  | 9647    |
| Eltérés:       |       | -1,25 % |

1910-ben 685-en lakták, ebből 407 ruszin, 113 német és 107 magyar anyanyelvű volt.
2011-ben 11 721 lakosából 7876 szlovák, 2257 ruszin, 362 cigány, 232 ukrán, 28 cseh és 21 orosz volt.
2021-ben 10168 lakosából 9 (+5) magyar, 7878 (+386) szlovák, 64 (+335) cigány, 1378 (+2148) ruszin, 248 (+16) egyéb és 591 ismeretlen nemzetiségű volt.

## Neves személyek
- Itt született 1878-ban Dvortsák Győző Sáros vármegyei levéltáros, Vác megyei főlevéltáros, újságíró, politikus.
- Itt született 1890-ben Szepesházy Bertalan katonatiszt, politikus, aranysarkantyús vitéz, a szepességi magyarság szervezője a két világháború között.
- Itt született 1987-ben Kristína Peláková szlovák énekesnő, előadóművész.
- Itt hunyt el 1900-ban Alexander Pavlovič ruszin nemzetébresztő, költő, görög katolikus pap.

## Kultúra
Felsővízköz több szlovákiai ukrán kulturális intézménynek helyt ad. A Néprajzi Szabadtéri Múzeum (Národopisná expozícia v prírode) a szlovákiai ukránok és ruszinok népi építészetét mutatja be. Az Ukrán Kultúra Múzeuma kisebbségi múzeumként ismert, a Dezider Milly Galéria pedig ikongyűjteményéről is nevezetes.

## Nevezetességei
- Ukrán múzeumának gazdag népművészeti gyűjteménye van.
- A határában levő háborús tömegsír felett 33 m magas emlékmű áll.
- Görögkatolikus temploma a 18. század második felében épült.
- Ortodox templomát 1994-ben, újabb római katolikus templomát 1996-ban építették.
- Régi római katolikus temploma 1940-ben, szecessziós-neogótikus stílusban épült.
- Késő reneszánsz harangtornya 1658-ban készült.